# PPP5D1
PPP5D1 (англ. PPP5 tetratricopeptide repeat domain containing 1) – білок, який кодується однойменним геном, розташованим у людей на довгому плечі 19-ї хромосоми. Довжина поліпептидного ланцюга білка становить 171 амінокислот, а молекулярна маса — 19 623.
| 10         |  | 20         |  | 30         |  | 40         |  | 50         |
| ---------- |  | ---------- |  | ---------- |  | ---------- |  | ---------- |
| MAEMRAWRPL |  | VRPSLQCVKL |  | GRATARWWWV |  | VKVKPHDKDA |  | KMKYQECNKI |
| VKQKAFERAI |  | AGDEHKRSVV |  | DSLDIESMTI |  | EGEYSGPKLE |  | DDKVTITFMK |
| GLMQWYKDQK |  | KLHQKCAYQG |  | LALSPRLKCS |  | GTITAHCSLN |  | LLGPRDPPTS |
| ASQVAVTEGM |  | HHHTWLIFLF |  | L          |  |            |  |            |

A: Аланін

C: Цистеїн

D: Аспарагінова кислота

E: Глутамінова кислота

F: Фенілаланін

G: Гліцин

H: Гістидин

I: Ізолейцин

K: Лізин

L: Лейцин

M: Метіонін

N: Аспарагін

P: Пролін

Q: Глутамін

R: Аргінін

S: Серин

T: Треонін

V: Валін

W: Триптофан